# Ia di Cornovaglia
Ia o Ives di Cornovaglia (... – St Ives, ...; fl. V secolo) è stata una santa irlandese che subì il martirio lungo le sponde del fiume Hayle nel V secolo.

## Agiografia
Ia sarebbe stata una principessa irlandese, sorella di Erc di Slane. Avrebbe dovuto salpare per la Cornovaglia insieme ad altri cristiani, i quali tuttavia partirono senza i lei ritenendola troppo giovane. Devastata, Ia cominciò a pregare quando vide una foglia galleggiare sull'acqua; quando la toccò con un bastone per vedere se sarebbe andata a fondo, la foglia cominciò ad ingrandirsi fino a diventare grande come una barca, su cui attraversò il mare d'Irlanda. Sbarcata in Cornovaglia prima dei suoi compagni di viaggio, si unì a Fingar. Qui subì il martirio per volere del re Tewdwr sulle sponde del fiume Hayle. Il luogo del suo martirio ha preso il suo nome, diventando nel corso dei secoli il paese di St Ives.